# Arabembia arida
Arabembia arida is een insectensoort uit de familie Embiidae, die tot de orde webspinners (Embioptera) behoort. 
Arabembia arida is voor het eerst wetenschappelijk beschreven door Ross in 2006.